# 沃爾夫勞雷爾 (北卡羅萊納州)
沃爾夫勞雷爾（英語：Wolf Laurel）是位於美國北卡羅萊納州麥迪遜縣及揚西縣的非建制地區。

## 地理
沃爾夫勞雷爾所處的海拔為高於海平面1058米（即3471英呎），而該地所採用的時區為UTC-5，即北美东部时区（EST）。同時該地設有夏令時間，為UTC-5調快一小時，即UTC-4（EDT）。